# Hervé Carrier
Hervé Carrier SJ (* 26. August 1921 in Grand-Mère, heute Shawinigan, Québec/Kanada; † 2. August 2014) war ein kanadischer Jesuit sowie Soziologe und Theologe. 

## Leben
Hervé Carrier studierte am Collèges Saint-Ignace und am Collège Sainte-Marie in Montreal und trat 1944 der Ordensgemeinschaft der Jesuiten bei. Nach seiner priesterlichen Ausbildung empfing er 1955 die Priesterweihe. An der Universität Montreal graduierte er in Philosophie und an der Facultés de la Compagnie de Jésus à Montréal in Theologie. Er studierte anschließend Soziologie in Kanada, den Vereinigten Staaten und Frankreich und graduierte an der Katholischen Universität von Amerika in Washington. Nach Tätigkeit an der Harvard University studierte er an der Sorbonne in Paris und wurde 1959 an der Universität von Paris in Soziologie promoviert. Er war ein Jahr Dozent am Institut für Sozialwissenschaften des Institut Catholique de Paris.
Er war seit 1959 Professor für Soziologie an der Päpstlichen Universität Gregoriana in Rom. Von 1966 bis 1978 war er in Nachfolge von Édouard Dhanis Rektor der Gregoriana; 1978 wurde Carlo Maria Martini sein Nachfolger. Hervé Carrier arbeitete während seines Rektorats 12 Jahre an der Modernisierung der Gregoriana.
Carrier war von 1970 bis 1980 Präsident der International Federation of Catholic Universities (IFCU) sowie von 1978 bis 1982 Direktor des International Research Centre des IFCU und Mitglied der Conference of Rectors of European Universities (CRE), der Europäischen Rektorenkonferenz. 1970 war er beteiligt an der Gründung der Universität der Vereinten Nationen in Paris. 
Papst Johannes Paul II. bestellte ihn von 1982 bis 1993 zum Sekretär des Päpstlichen Rates für die Kultur.
Er ist Mitglied der Academy of Letters and Human Sciences der Royal Society of Canada und Mitglied der Europäischen Akademie der Wissenschaften und Künste. Er ist Offizier der Ehrenlegion Frankreichs. Er wurde mit Ehrendoktorwürden in China und Korea ausgezeichnet.
Carrier war Autor zahlreicher Bücher und wissenschaftlicher Aufsätze, bsp. über die Soziologie der Religion und Fragen der Kultur.